# Entedon inconspicuus
Entedon inconspicuus är en stekelart som beskrevs av Julius Theodor Christian Ratzeburg 1852. Entedon inconspicuus ingår i släktet Entedon och familjen finglanssteklar.
Artens utbredningsområde är Tyskland. Inga underarter finns listade i Catalogue of Life.